# 那波多目功一
那波多目 功一（なばため こういち、1933年(昭和8年)11月8日 - ）は、茨城県出身の日本画家。

## 人物
日本芸術院会員、日本美術院代表理事・同人・評議員。父は日本画家那波多目煌星。歌人花香煌星は弟。松尾敏男に師事。写生に基づく繊細で優雅な画風が特徴で、四季の花をモチーフにした作品が多い。現存作家の中でも花の名手として知られ、その中でも赤い薔薇が代表的。

## 略歴
- 1933年、茨城県那珂湊市（現在のひたちなか市）に生まれる。
- 1950年、第35回院展に「松山」が高校生にして初応募、初入選。
- 1951年、第7回日展に「秋影」が初入選。
- 1952年、茨城県立那珂湊第一高等学校を卒業。
- 1983年、第68回院展において「廃園」が奨励賞受賞。
- 1984年、第69回院展において「うすれ日」が日本美術院賞・大観賞を受賞。日本美術院特待となる。
- 1985年、春の院展において「小春日」が外務大臣賞・奨励賞を受賞。
- 1986年、第71回院展において「耀」が日本美術院賞・前田青邨賞を受賞。
- 1990年、第75回院展において「月輪」が日本美術院賞・大観賞を受賞。日本美術院同人となる。
- 1995年、第80回院展において「寂」が文部大臣賞を受賞。
- 1999年、第84回院展において「富貴譜」が内閣総理大臣賞を受賞
- 2000年、「富貴譜」が日本芸術院賞を受賞。日本美術院評議員となる。
- 2002年、日本芸術院会員となる。
- 2005年、芸術文化の振興に大きく貢献したとして茨城県から特別功績者として表彰される。
- 2008年、旭日中綬章受章。
- 2024年、文化功労者[1]。

## 作品
- 「富貴譜」 花鳥画 1999年 日本芸術院所蔵

## 画集
- 新現代日本画家素描集. 11 『那波多目功一 : 四季花譜図』
- 万葉の花（画文集・共著）